# Podział administracyjny Ałmaty
Podział administracyjny Ałmaty – podział Ałmaty na jednostki administracyjne podległe władzom miasta. W 2025 roku Ałmaty podzielone jest na osiem dystryktów oraz kilkadziesiąt osiedli, które nie posiadają swojego samorządu.

## Dystrykty Ałmaty
| Herb | Nazwa     | Populacja (2019) |
| ---- | --------- | ---------------- |
|      | Ałatau    | 260,441          |
|      | Ałmały    | 215,768          |
|      | Äuezow    | 295,543          |
|      | Bostandyk | 343,541          |
|      | Medeu     | 209,836          |
|      | Nauryzbaj | 128,169          |
|      | Türksyb   | 235, 357         |
|      | Żetysu    | 166, 001         |